# Maison folle (Israël)

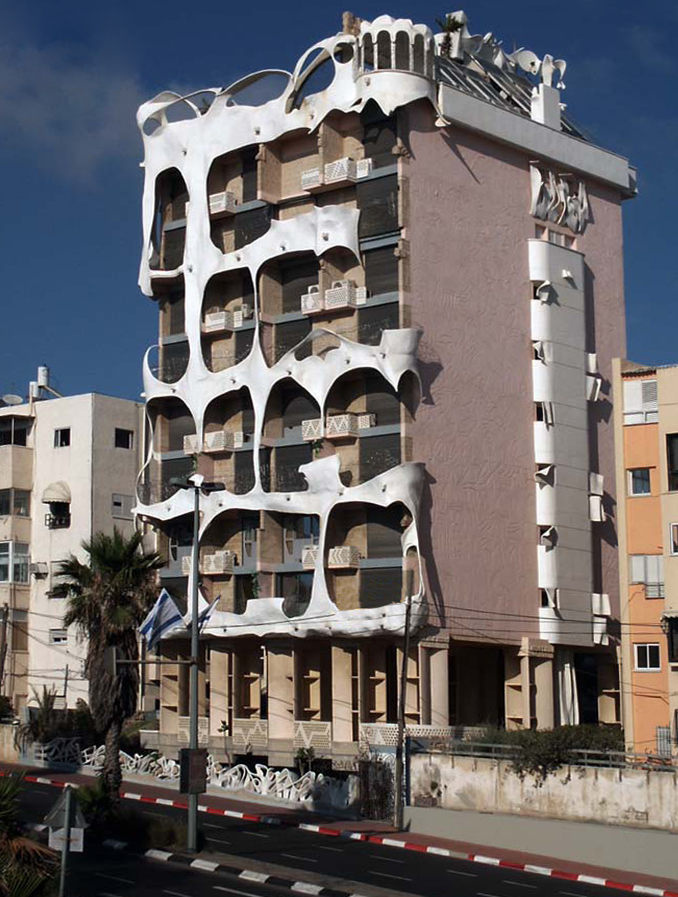
La « maison folle », façade ouest.

La maison folle (en hébreu הבית המשוגע, en anglais Crazy House) est un immeuble de neuf étages situé au No 181, rue HaYarkon, à Tel Aviv, en Israël. 
Conçu par l'architecte français Léon Gaignebet pour le compte de la famille Bollag, maître de l'ouvrage, et construit de 1985 à 1989, ce bâtiment est resté vide pendant plusieurs années avant de devenir une attraction touristique en raison de son aspect peu conformiste.
Son style architectural est à l'opposé du style international (aussi appelé Bauhaus de manière inexacte) omniprésent à Tel Aviv. 
La façade côté rivage (façade ouest) est dotée de balcons dont la forme évoque les vagues de la mer. À l'évocation d'une influence du style de Gaudi, Léon Gaignebet répond qu'il s'est inspiré de l'entourage Art nouveau des bouches de métro parisiennes dessinées par l'architecte Hector Guimard.
La façade côté rue (façade est) est parcourue sur toute son élévation d'une fresque représentant un wadi (oued) traversant le désert ; des oliviers poussent dans des orifices de la paroi, formant un « jardin vertical » selon les termes du concepteur.

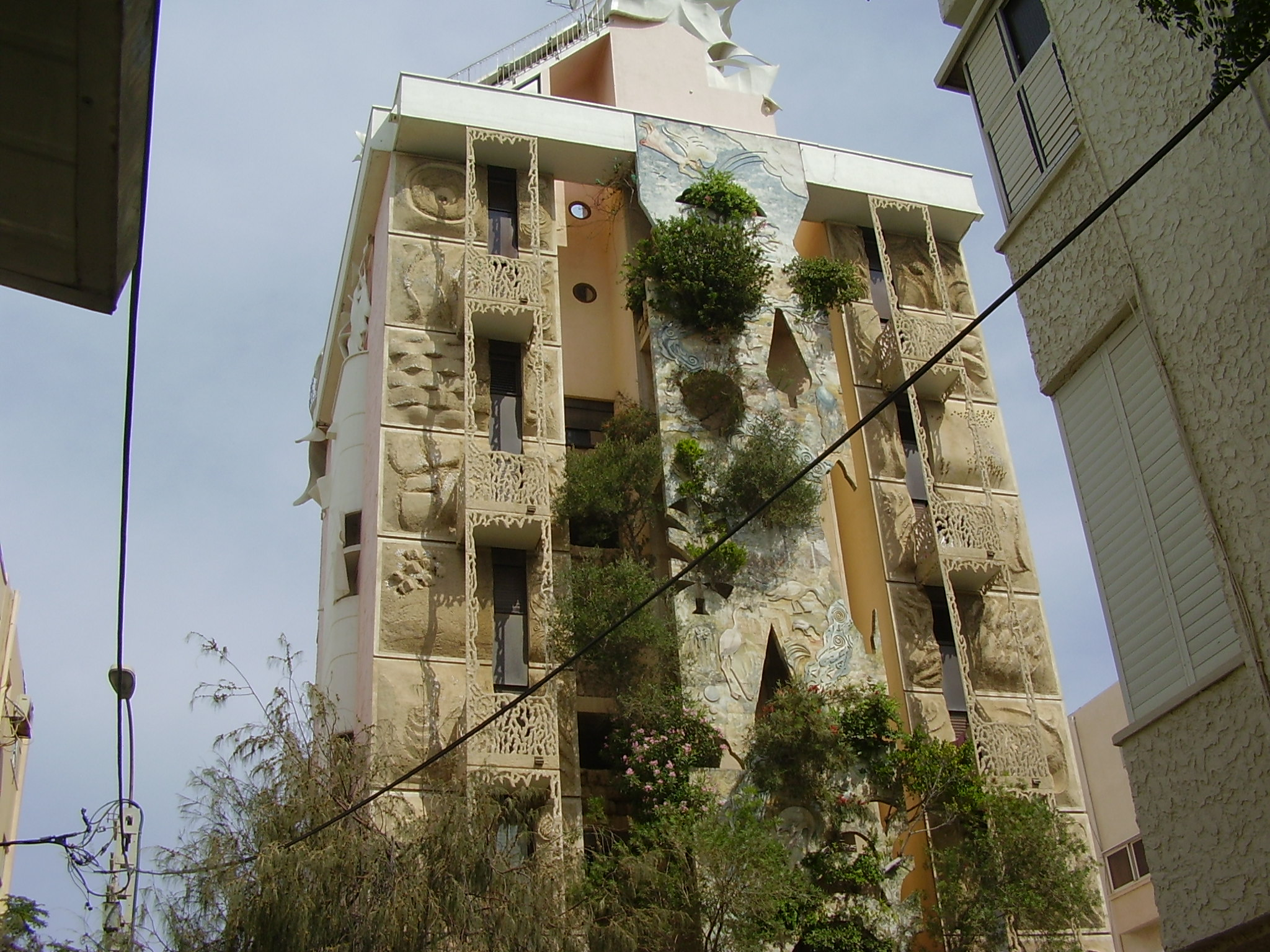
Façade côté rue.
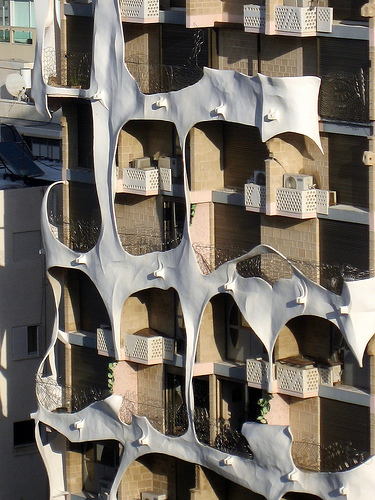
Façade côté plage, détail des balcons.

L'intérieur est lui aussi unique en son genre. Les piliers porteurs qui traversent les appartements sont censés représenter chacun une des civilisations ayant existé autrefois dans cette partie du monde.